# Аце Иванов
Аце Иванов Гоцев е български революционер, петрички войвода на Върховния македоно-одрински комитет и деец на Вътрешната македонска революционна организация.

## Биография
Аце Иванов е роден в петричкото село Цапарево, тогава в Османската империя. По професия е касапин. През 1904 година е войвода на чета на ВМОК в Петричко и Поройско. По-късно се установява в Дупница.
Участва в Балканската война като доброволец в Македоно-одринското опълчение и служи в четата на Коста Христов Попето, четата на Дончо Златков, 1 рота на 14 воденска дружина и 4 рота на 10 прилепска дружина. Носител е на кръст „За храброст“ IV степен.
След Междусъюзническата война живее в Петрич, където създава семейство. През октомври 1925 година по време на Петричкия инцидент Иванов, като член в градското ръководно тяло на ВМРО, активно участва в отблъскването на гръцките войски. Той оглавява група от 40 души доброволци, впоследствие усилена с два войнишки взвода и се сражава при пограничен пост № 4 в Беласица, южно от Петрич.
Аце Иванов умира през 1927 година в Петрич след опит за убийство по време на служба, като горски стражар в Димидово, днес Самуилово.
Паметна плоча на войводата е поставена през май 2025 година, пред къщата в Петрич, където до днес живеят неговите наследници.
- Аце Иванов с орден за храброст IV степен, 20-те години на XX век
- Аце Иванов,като член на пчеларско дружество „Пчела“, Петрич, 7 април 1925 г. (в средата зад седналия с белите мустаци)
- Четата на Аце Иванов (долу в средата) през 1904 година
- Аце Иванов през Балканските войни